# Liechtensteinův klub
Liechtensteinův klub (německy Liechtenstein-Club, oficiálně Klub středu, německy Centrumsclub) byla katolická parlamentní frakce v rakouské Říšské radě, která vznikla roku 1881.

## Historie
V 70. letech 19. století se na Říšské radě utvořila konzervativní a federalistická síla, tzv. Hohenwartův klub neboli Strana práva, která se vymezovala proti tehdy dominantnímu, liberálně a centralisticky orientovanému bloku Ústavní strany. Po volbách do Říšské rady roku 1879 konzervativní a federalistické síly v Předlitavsku převládly. Ve vídeňském parlamentu pak fungovaly silné frakce (tzv. železný kruh pravice) Polský klub, Český klub a Hohenwartův klub, který zahrnoval především německorakouské konzervativce a federalisty, ale zasedali v něm i někteří neněmečtí poslanci (například z Bukoviny nebo z řad jihoslovanské populace).
Část německorakouských členů Hohenwartova klubu ale upřednostňovala katolický světonázor a sociálně reformní myšlenky, zatímco prosazování federalistické koncepce rakouského státu pro ni nebylo prioritní. V listopadu 1881 vznikl Liechtensteinův klub. Jeho zakladateli byli bratři Aloys z Lichtenštejna a Alfréd z Lichtenštejna ze Štýrska. Mezi další významné osobnosti patřil Georg Lienbacher ze Salcburska nebo Franz Zallinger-Stillendorf z Tyrolska. Výrazný ohlas získal nový klub v Horních Rakousích, kde k němu přešla většina tamních konzervativních poslanců. Podle údajů tisku k 23. listopadu 1881 se k nové formaci celkem přihlásilo 22 poslanců. Čekalo se na poradu konzervativních poslanců z Tyrolska, která se konala 25. listopadu 1881. Na ní ale většina tamních poslanců odmítla do Liechtensteinova klubu vstoupit. Předák tyrolských konzervativců Josef Greuter odmítl tříštění federalistických a konzervativních sil a argumentoval tím, že katolicismus je příliš úzká platforma pro budování celostátně vlivné politické síly.
Liechtensteinův klub se jako samostatná parlamentní skupina zmiňuje i po volbách do Říšské rady roku 1885, kdy měl 16 členů. Separátně ale tehdy vystupovala Lienbacherova skupina s 5 poslanci. V roce 1888 se uvádí, že Liechtensteinův klub má asi 17 členů.
V roce 1890 se ve vídeňském tisku uvádí, že Liechtensteinův klub se rozpadá. Koncem roku 1889 totiž na poslanecký mandát rezignoval Aloys z Lichtenštejna. Zbylí poslanci pak jednali o spojení s Hohenwartovým klubem.
Na myšlenky Liechtensteinova klubu později navázala Katolická lidová strana a Křesťansko-sociální strana

## Členové Liechtensteinova klubu na Říšské radě
- V roce 1881 celkem 22 (Heinrich Brandis, Anton Bärnfeind, Alexander Croy, Gregor Doblhamer, Franz Fischer, Berthold Fröschel, Viktor Fuchs, Alois Karlon, Alfréd z Lichtenštejna, Aloys z Lichtenštejna, Georg Lienbacher, Ferdinand Moser, Mathias Neumayer, Franz Noska, Johann Oberndorfer, Josef Anton Oelz, Albert Pflügl, Johann Plass, Anton Ruf, Josef Schmidbauer, Franz Zallinger-Stillendorf, Johann Zehetmayr)
- V roce 1885 celkem 16 (Heinrich Brandis, Gregor Doblhamer, Franz Fischer, Mathias Kaltenegger, Alois Karlon, Alfréd z Lichtenštejna, Aloys z Lichtenštejna, Ferdinand Moser, Johann Oberndorfer, Josef Anton Oelz, Johann Plass, Johann Rogl, Johann Thurnher, Remigius Weißsteiner, Josef Wenger, Johann Zehetmayr)